# Züsedom
Züsedom est un village et une ancienne commune de l'arrondissement de Poméranie-Occidentale-Greifswald, dans le land de Mecklembourg-Poméranie-Occidentale, en Allemagne. Depuis le 1er janvier 2012, il fait partie de la commune de Rollwitz . 